# پیتراکاتلا
پیتراکاتلا (به ایتالیایی: Pietracatella) یک کومونه در ایتالیا است که در استان کامپوباسو واقع شده‌است. پیتراکاتلا ۵۰٫۰ کیلومتر مربع مساحت و ۱٬۵۴۳ نفر جمعیت دارد.